# Lasioglossum eriphyle
Lasioglossum eriphyle är en biart som beskrevs av Ebmer 1996. Lasioglossum eriphyle ingår i släktet smalbin, och familjen vägbin. Inga underarter finns listade i Catalogue of Life.